# هارولد وبر
هارولد وبر (انگلیسی: Harold Weber; ۲۰ مارس ۱۸۸۲ – ۷ نوامبر ۱۹۳۳) گلف‌باز اهل ایالات متحده آمریکا بود.